# Claremont (Minnesota)
Claremont és una població dels Estats Units a l'estat de Minnesota. Segons el cens del 2000 tenia 620 habitants.

## Demografia
Segons el cens del 2000, Claremont tenia 620 habitants, 239 habitatges, i 162 famílies. La densitat de població era de 208,2 habitants per km².
Dels 239 habitatges en un 37,2% hi vivien nens de menys de 18 anys, en un 53,1% hi vivien parelles casades, en un 10,9% dones solteres, i en un 32,2% no eren unitats familiars. En el 26,4% dels habitatges hi vivien persones soles el 10% de les quals corresponia a persones de 65 anys o més que vivien soles. El nombre mitjà de persones vivint en cada habitatge era de 2,59 i el nombre mitjà de persones que vivien en cada família era de 3,12.
Per edats la població es repartia de la següent manera: un 30% tenia menys de 18 anys, un 10,6% entre 18 i 24, un 30,3% entre 25 i 44, un 17,3% de 45 a 60 i un 11,8% 65 anys o més.
L'edat mediana era de 31 anys. Per cada 100 dones de 18 o més anys hi havia 105,7 homes.
La renda mediana per habitatge era de 35.987 $ i la renda mediana per família de 36.750 $. Els homes tenien una renda mediana de 32.375 $ mentre que les dones 20.781 $. La renda per capita de la població era de 15.498 $. Entorn del 6,7% de les famílies i el 10,5% de la població estaven per davall del llindar de pobresa.

## Poblacions més properes
El següent diagrama mostra les poblacions més properes.